# Thur (Ill)
Die Thur [tyʁ], französisch La Thur, ist ein gut 53 km langer linker Nebenfluss der Ill im Elsass (Region Grand Est).

## Name
Das Gewässer wurde 1250 als tur erstmals urkundlich erwähnt. Der Name leitet sich wahrscheinlich vom keltischen *durā oder *duriā mit der Bedeutung „Flusslauf“ ab. Die Thur in der Ostschweiz ist mehr als doppelt so lang.

## Geographie

### Verlauf
Die Thur entspringt in den Vogesen an der Südwestflanke des Rainkopfs nördlich von Wildenstein. 

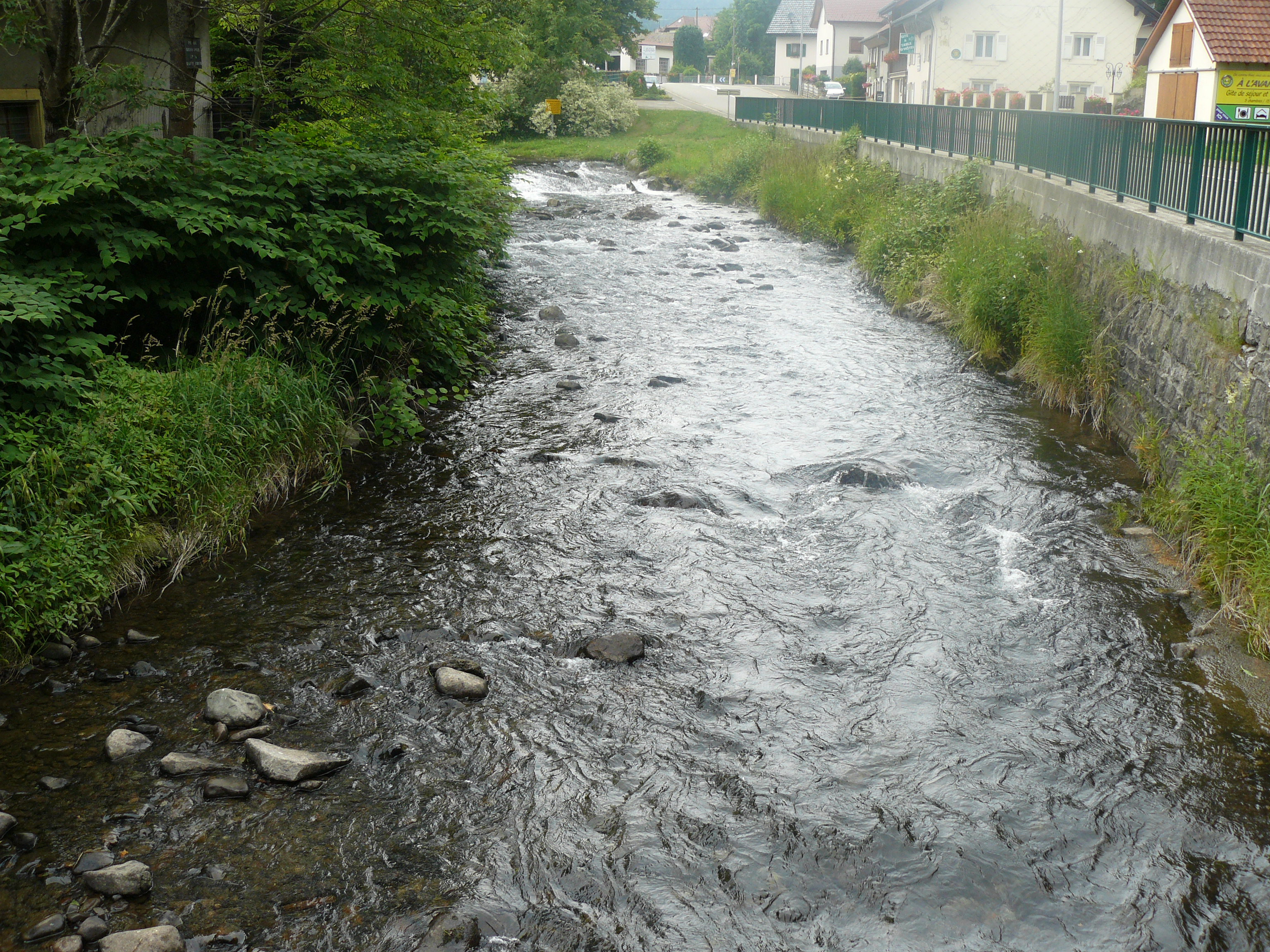
Die Thur in Kruth

Bei Kruth wurde in den Jahren 1959 bis 1963 ein Staudamm errichtet, um den Abfluss – vor allem nach der Schneeschmelze – zu regulieren. Dadurch entstand der Stausee Lac de Kruth-Wildenstein.
Die Thur fließt dann durch das Thurtal, früher öfter St. Amariner Tal genannt (Vallée de la Thur), an Saint-Amarin, Thann und Alt-Thann vorbei, bevor sie in die Oberrheinebene eintritt und bei Cernay nach Nordosten abbiegt. Unterhalb von Ensisheim mündet sie in die Ill. 
Ein vor der Mündung abzweigender Arm fließt als Alte Thur weiter nach Norden, an Rouffach vorbei und mündet unterhalb von Pfaffenheim in die Lauch. Dies ist der Hauptgrund dafür, dass die Thur an der Mündung im Mittel rund ein Sechstel weniger Wasser führt als am Pegel Pulversheim (gut 6 m³/s).
Der 53,3 km lange Lauf der Thur endet ungefähr 740 Höhenmeter unterhalb ihrer Quelle, sie hat somit ein mittleres Sohlgefälle von etwa 14 ‰.

### Einzugsgebiet
Das 261,7 km² große Einzugsgebiet der Thur erstreckt sich von den Vogesen bis in das Südliche Oberrheintiefland und wird durch sie über die Ill und den Rhein zur Nordsee entwässert.
Es grenzt
- im Norden an das Einzugsgebiet der Lauch, die in die Ill mündet;
- im Süden an das der Doller, ebenfalls ein Zufluss der Ill und
- im Westen an das der Mosel, die in den Rhein mündet.

### Zuflüsse
- Herzrunz (links) (über Lawinenrunz 1,1 km)
- Kleinrunz (links)
- Großrunz (links)
- Hinter Bockloch (rechts), 2,6 km
- Vorder Bockloch (rechts), 1,6 km
- Tieferunz (rechts), 1,4 km
- Heidelbeerenloch (rechts), 2,0 km
- Frenzlochrunz (rechts), 1,7 km
- Steinlerrunz (links) (über Runscherunz 4,8 km)'
- Ruisseau de Saint-Nicolas (rechts)
- Gottrunz (links), 3,1 km
- Rammersbach (rechts), 5,3 km
- Seebach (rechts), 7,6 km
- Rimbachrunz (rechts), 5,8 km
- Bruscherrunz (links)
- Dorfbach (rechts), 4,4 km
- Hirschenbach (rechts)
- Hintervogelbach (links)
- Waldrunz (rechts), 5,2 km
- Bachmattrunz (links), 3,9 km
- Altrainrunz (rechts), 3,4 km
- Wissbach (links), 7,6 km
- Erzenbach (links)
- Kerlen (rechts), 5,2 km
- Grumbach (links), 1,2 km
- Finsterbach (links), 2,8 km
- Steinbyrunz (rechts), 4,7 km
- Erzenbach (links)
- Egelbach (links)
- Silberlochrunz (links)
- Veidruntz (rechts), 2,9 km

## Hydrologie
An der Mündung der Thur in die Ill beträgt die mittlere Abflussmenge (MQ) 5,18 m³/s; das Einzugsgebiet umfasst hier 261,7 km².
Am Pegel Pulversheim wurde über einen Zeitraum von 35 Jahren (1974–2009) die durchschnittliche jährliche Abflussmenge der Thur berechnet. Das Einzugsgebiet entspricht an dieser Stelle mit 250 km² etwa 95,5 % des vollständigen Einzugsgebietes des Flusses.
Die Abflussmenge schwankt im Lauf des Jahres recht stark. Die höchsten Wasserstände werden in den Monaten Dezember – März gemessen. Ihren Höchststand erreicht die Abflussmenge mit 11,40 m³/s im Januar. Von April an geht die Schüttung Monat für Monat zurück und erreicht ihren niedrigsten Stand im August mit 2,04 m³/s, um danach wieder von Monat zu Monat anzusteigen. Der jahresdurchschnittliche Wert beträgt hier 6,19 m³/s.
Der monatliche mittlere Abfluss (MQ) der Thur in m³/s, gemessen an der hydrologischen Station Pulversheim
Daten aus den Werten der Jahre 1974–2009 berechnet